# Ирыкш
Ирыкш (Ирыкша) — река в России, протекает в Санчурском районе Кировской области. Устье реки находится в 18 км по левому берегу реки Мамокша. Длина реки составляет 15 км, площадь водосборного бассейна 110 км².
Река Ирыкш образуется слиянием двух речек Люйка и Семишка у села Люй в 20 км к северо-востоку от Санчурска. Река течёт на запад, протекает деревни Соколово и Торгомово. Впадает в Мамокшу у деревни Ембасино. Крупнейший приток — Кунерка (левый).

## Данные водного реестра
По данным государственного водного реестра России относится к Верхневолжскому бассейновому округу, водохозяйственный участок реки — Волга от Чебоксарского гидроузла до города Казань, без рек Свияга и Цивиль, речной подбассейн реки — Волга от впадения Оки до Куйбышевского водохранилища (без бассейна Суры). Речной бассейн реки — (Верхняя) Волга до Куйбышевского водохранилища (без бассейна Оки).
Код объекта в государственном водном реестре — 08010400712112100000688.